# Clubiona excavata
Clubiona excavata är en spindelart som först beskrevs av William Joseph Rainbow 1920.  Clubiona excavata ingår i släktet Clubiona och familjen säckspindlar. Inga underarter finns listade i Catalogue of Life.